# NGC 5646
NGC 5646 је спирална галаксија у сазвежђу Волар која се налази на NGC листи објеката дубоког неба.
Деклинација објекта је + 35° 27' 43" а ректасцензија 14h 29m 33,8s. Привидна величина (магнитуда) објекта NGC 5646 износи 14,2 а фотографска магнитуда 15,0. NGC 5646 је још познат и под ознакама UGC 9312, MCG 6-32-45, CGCG 192-30, IRAS 14274+3540, PGC 51779.